# Ossona
Ossona is een gemeente in de Italiaanse metropolitane stad Milaan (regio Lombardije) en telt 3928 inwoners (31-12-2004). De oppervlakte bedraagt 6,0 km², de bevolkingsdichtheid is 630 inwoners per km².
De volgende frazioni maken deel uit van de gemeente: Asmonte.

## Demografie
Ossona telt ongeveer 1563 huishoudens. Het aantal inwoners steeg in de periode 1991-2001 met 8,5% volgens cijfers uit de tienjaarlijkse volkstellingen van ISTAT.
| Jaar | Inwoneraantal |
| ---- | ------------- |
| 1991 | 3463          |
| 2001 | 3757          |

## Geografie
Ossona grenst aan de volgende gemeenten: Casorezzo, Inveruno, Arluno, Mesero, Marcallo con Casone, Santo Stefano Ticino.